# Nom des communes des Vosges sous la Révolution
Le nom des communes des Vosges sous la Révolution a connu quelques bouleversements.

## Histoire
Sous la Révolution française, environ 1 200 communes de France furent rebaptisées (décret du 25 vendémiaire an II - 16 octobre 1793).
Ce changement de nom était voulu par la Révolution, en raison de la déchristianisation, et on changea les noms des communes commençant par « Saint » ou « Sainte », ou ceux qui évoquaient les symboles de l'Ancien Régime comme les titres de noblesse. Certaines modifications furent retenues mais la plupart, vite oubliées, n'ont influé que sur les actes officiels, ce qui complique surtout la tâche des archivistes.
Au moins vingt-cinq communes du département de Vosges sont dans ce cas :
- Ban-sur-Meurthe-Clefcy : Ban-le-Duc devient définitivement Ban-sur-Meurthe.
- Champ-le-Duc : Du nom d'un ruisseau, Champ-sur-Lizerne.
- Châtel-sur-Moselle : Nom provisoire, formé selon les deux rivières locales, Durbion-Moselle ou Durbion-sur-Moselle.
- Colroy-la-Grande : La Grande-Fave.
- Colroy-la-Roche : La Rochette. La commune, prise à la France par la Prusse en 1871, est aujourd'hui dans le Bas-Rhin.
- La Croix-aux-Mines : Sadey-aux-Mines.
- Dommartin-lès-Remiremont : Martin-Libre.
- Fontenoy-le-Château : Fontenoy-en-Vosges.
- La Forge : Les Arrentès de Saint-Joseph sont dénommées Libre-Forge.
- Lamarche : Lamarche-en-Barrois devient définitivement Lamarche.
- Laveline-devant-Bruyères :
- Neufchâteau : Le chef-lieu d'arrondissement prend le nom de ses deux cours d'eau Mouzon-Meuse, ou Mouzon-sur-Meuse au risque de confondre avec Mouzon près de Sedan.
- Remiremont : Rappelant trop saint Romaric, elle devient Libremont.
- Saint-Amé : Nol-sur-Moselle, du nom d'un de ses hameaux.
- Saint-Blaise-la-Roche : La Roche-Blaise. Comme Colroy-la-Roche, la commune fait aujourd'hui partie du Bas-Rhin.
- Saint-Dié-des-Vosges : La ville de Saint-Dié reçoit le nom d'Ormont.
- Saint-Étienne-lès-Remiremont : Saint-Etienne prend le nom de Valmoselle ou Val Moselle.
- Saint-Jean-d'Ormont : Dormont.
- Saint-Jean-du-Marché
- Saint-Léonard : Léonardmont.
- Saint-Menge : Dénommée Bassompierre sous l'Ancien Régime, la commune prit momentanément le nom de Saint-Menge, corrigé en Mengeval.
- Sainte-Marguerite : Meurthe-Fave, comme les deux rivières qui y confluent.
- Saint-Michel-sur-Meurthe : Saint-Michel devient Belmont.
- Saint-Nabord : Roche-Libre.
- Saint-Remy : Chêne-Libre.
- Vicherey : Bourg-de-l'Unité.